# К'ак'-Хоплах-Чан-К'авііль
К'ак'-Хоплах-Чан-К'авііль(д/н — 4 лютого 749) — ахав Шукуупа у 738—749 роках. Ім'я перекладається як «К'авііль, що Обпікає Небо».

## Життєпис
Син ахава Вашаклахуун-Уб'аах-К'авііля. Після поразки та страти останнього у 738 році, зумів зберегти правління своєї династії, незважаючи на спроби К'ак'-Тілів-Чан-Йо'паата з царства Цу'со обійняти трон Шукуупа. В день 9.15.6.16.5, 6 Чікчан 3 Яшк'ін (11 червня 738 року) відбулася церемонія інтронізації К'ак'-Хоплах-Чан-К'авііля.
На тривалий час його царство опинилося у залежності від держави Цу'со, що відображилося у відсутності встановлених стел та вівтарів під час його правління. Внаслідок цього про період панування К'ак'-Хоплах-Чан-К'авііля майже нічого невідомо. Знано, що в день 9.15.15.0.0, 9 Ахав 18 Шуль (4 червня 746 року) присвятив так звану «Споруду 22-а», яка сусідить з «Храмом 22».
Помер в день 9.15.17.12.16, 10 Кіб 4 Вайеб (4 лютого 749 року). Владу успадкував його син К'ак'-Їпях-Чан-К'авііль.